# Arpad Miklos
Arpad Miklos, eredeti nevén Kozma Péter (Budapest, 1967. szeptember 11. – New York, 2013. február 3.) magyar származású pornószínész. Egyaránt szerepelt homo- és heteroszexuális pornófilmekben is. 
Sok magyar nyelvű oldalon tévesen Árpád Miklós néven írnak róla, pedig sosem használta így a művésznevét. 2006-ban egy magyar riportert szándékosan arra kért, hogy semmiképp ne írja magyarosan a nevét, mert rossz érzéssel töltené el.

## Élete

### Korai évek
Nagyon fiatalon kezdett bele a pornószakmába. Budapesten összeismerkedett Kristen Bjorn világszerte ismert (és elismert) pornóproducerbe, aki filmszerepet ajánlott neki, és egyik barátjának. Ez a film a The Vampire of Budapest de Kristen Bjorn címet viselte, és óriási siker lett. Ekkor felvette a Francois Kagylo (olykor magyarosan Ferenc Kagylo-ként is emlegetett) művésznevét, melyet nem sokáig használt. 2004-ig Ferenc Kozma néven dolgozott több-kevesebb sikerrel.

### Út a világhírnév felé
Arpad Miklos azon kevés férfiak egyike, akiknek sikerült világhírnévre szert tenni a pornográfiával. 23 centiméter hosszú pénisze „belépő” volt a legnagyobb filmcégekhez. 2005-ben több díjat is elnyert, ezeket aztán számos díj követte az azt követő években. Párkapcsolati botrányai nem voltak, bár a magánéletébe nem sokszor engedett betekintést.
A legnagyobb gay porn cégekkel dolgozott együtt. Magyarországra sosem tért vissza.

### Utolsó évei
Sikerei után már nem vállalt sok filmszerepet. Utolsó nagyobb filmben – mely egyébként két és fél órás volt – 2011-ben játszott, majd (nem hivatalosan). 2012-ben egy feltörekvő folk énekes Perfume Genius Hood című videóklipjében kapott szerepet, amely nem kis felháborodást keltett az Egyesült Államokban. A videóklipet televízió nem adhatta le.
2013. február 1-jén barátaival még szórakozni ment, és (mint azt később ismerősei elmondták) nagyon jó hangulatban váltak el. Február 3-án hatalmas mennyiségű kábítószert vásárolt magának, melyet szándékosan túladagolt. Másnap találták meg holttestét. A rendőrség eleinte gyilkosságra gyanakodott, ám hamar kiderült, hogy Arpad Miklos öngyilkos lett. 45 évet élt. Az Egyesült Államokban temették el.

## Nevezetesebb díjai
- 2005 – Adult Erotic Gay Video Awards (“Grabbys”), Hottest Cum Shots, BuckleRoos Part I
- 2005 – GayVN Awards, Best Solo Performance, BuckleRoos Part I
- 2007 – International Escort Awards, Rentboy.com & HX Magazine, Best Top Escort
- 2008 – Grabby Awards Nominated Gor Best Rimming Scene, "Private Lowlife"

## Nagyobb költségvetésű filmjei
- Crotch Rocket (2010) (V)
- Loading Zone (2009) (V)
- Anal cockpit (2009) (V)
- Full Of Cum (2009) (V)
- Private Party 3: The Mystery Revealed (2009) (V)
- Rest Stop Glory Hole (2009) (V)
- Men's Room III: Ozark Mtn. Exit 8 (2008) (V)
- Breakers (2007) (V)
- Ass Pounding (2007) (V)
- Gigolo (2007) (V)
- Folsom Leather (2007) (V)
- Boiler (2007) (V)
- Hunger (2007) (V)
- Shacked Up (2007) (V)
- Tough Stuff (2007) (V)
- Private Lowlife (2006) (V)
- Black 'N' Blue (2006) (V)
- Blue (2006/I) (V)
- Humping Iron (2006) (V)
- At Your Service (2006) (V)
- Beefcake (2006) (V)
- Fucking with the Stars (2006) (V)
- JarHead 2 (2006) (V)
- Kick-Ass Porn (2006) (V)
- Nick Capra Dirty Talk (2006) (V)
- Bonesucker (2005) (V)
- Prowl 5: As Rough as It Gets (2005) (V)
- Tough Guys: Gettin' Off (2005) (V)
- Hell Room (2005) (V)
- Bootstrap (2005) (V)
- Skuff III: Downright Wrong (2005) (V)
- Prowl 4: Back with a Vengeance (2005) (V)
- The Hard Way (2005) (V)
- Bed Heads (2005) (V)
- Big Blue in the Boiler Room (2005) (V)
- CSI: Cock Scene Investigation (2005) (V)
- Entourage: Episode I (2005) (V)
- Entourage: Episode II (2005) (V)
- LeatherBound (2005) (V)
- Man Made (2005) (V)
- Ram Tough (2005) (V)
- World Splash Orgy 2005 (2005) (V)
- Buckleroos: Part I (2004) (V)
- Taking Flight (2004) (V)
- 69: Discover the Secret (2004) (V)
- Fire Island Cruising 6 (2004) (V)
- Hole Patrol (2004) (V)
- Manhunt: The Movie (2004) (V)
- Stoked, Part 2 (2004) (V)
- The Road to Temptation (2004) (V)
- Truckstop Daddy 2 (2004) (V)
- Skuff II: Downright Filthy (2003) (V)
- Bone Island (2003) (V)
- Defined (2002) (V)
- The Isle of Men (2002) (V)
- Thick as Thieves (1999) (V)
- Hungary for Men (1996) (V)
- Comrades in Arms (1995) (V)
- The Vampire of Budapest (1995) (V)